# Anime storte
Anime storte è un album in studio del cantautore italiano Bobo Rondelli, pubblicato nel 2017..

## Descrizione
La produzione e gli arrangiamenti sono stati affidati ad Andrea Appino; nel disco anche la partecipazione di Francesco Pellegrini e Bochepus King.
È il singolo Soli ad anticipare l'intero album, con un videoclip di Tommy Antonini girato tra Parigi e Barcellona.
Anche il videoclip del brano Lo storto, girato a Livorno con protagonista l'attore Michele Crestacci, è di Tommy Antonini.
L'album è stato presentato il 21 ottobre 2017 al Teatro Ariston di Sanremo durante il Premio Tenco.

## Tracce
1. Soli – 3:09
2. Ammalarsi – 3:47
3. Cartolina di giornata – 4:16
4. Prima che – 3:28
5. Lo Storto – 3:30
6. Dolce imbroglio – 2:55
7. Su questo fiume – 3:27
8. Sollievo animale – 3:02
9. Io ricordo di quando l'amavo – 2:06
10. L'angelo – 2:32
11. L'Andrea rampante – 4:29
12. Madre – 4:14